# Gebietseinteilung
Die Gebietseinteilung ist eine Methode der Kurvendiskussion in der Mathematik. Sie wird dazu verwendet, einige Teilbereiche eines Koordinatensystems zu markieren, in denen der Graph einer rationalen Funktion nicht verläuft. Mit Hilfe einiger Punkte lässt sich der Verlauf des Graphes in den frei bleibenden Gebieten relativ leicht skizzieren.

## Methode

### Vorbereitung
Für die Gebietseinteilungen wird die gebrochenrationale Funktion in zwei unterschiedliche Formen gebracht. Die Darstellung als echt gebrochenrationale Funktion als Produktform also als Faktorisieren der Polynome in Zähler und Nenner wird benötigt.
Als Beispiel wird die Funktion 
{\displaystyle f(x)={\frac {4x^{2}+8x-12}{x^{2}-1}}}
betrachtet. Da im Zähler größere oder gleich große Exponenten von {\displaystyle x} stehen, handelt es sich um einen unecht gebrochenen Term. Durch Polynomdivision des Zählers durch den Nenner erhält man den echt gebrochenen Term: 
{\displaystyle 4+{\frac {8x-8}{x^{2}-1}}}.
Für die Produktform der Funktion gilt: 
{\displaystyle {\frac {4(x+3)(x-1)}{(x-1)(x+1)}}}.
Danach folgt eine Kurvendiskussion: Es werden die Nullstellen, die Polstellen, die Symmetrie und das Verhalten im Unendlichen benötigt. Die eigentliche Gebietseinteilung erfolgt im nächsten Schritt.

### Die Gebietseinteilung
Zuerst multipliziert man die Gleichung {\displaystyle y={\tfrac {p(x)}{q(x)}}} ({\displaystyle p},{\displaystyle q} Polynome) mit dem Nenner, so dass man keinen Bruch mehr hat, also {\displaystyle y\cdot q(x)=p(x)}. Jetzt setzt man jeden einzelnen (Linear-)Faktor der Gleichung jeweils gleich Null. Dadurch bekommt man mehrere neue Gleichungen, meistens senkrechte, waagerechte oder winkelhalbierende Geraden, die man als Grenzen in ein Koordinatensystem einzeichnet. Dabei empfiehlt sich, mit zwei Farben zu arbeiten, um Grenzen, die von der linken Seite der Gleichung kommen, von denen der rechten Seite zu unterscheiden. Schnittpunkte von verschiedenfarbigen Grenzen sind Kurvenpunkte. Beim Einzeichnen der Grenzen wird zu jeder Grenze deren Wert geschrieben. Für {\displaystyle x^{2}=0} ergibt sich eine zweifache senkrechte Grenze bei x=2.
Danach wird ein Probepunkt genommen. Dieser Punkt darf allerdings nicht auf einer der Grenzen der ersten Gebietseinteilung liegen. Der Punkt wird in die Gleichung eingesetzt, allerdings interessiert dabei nur, ob das Ergebnis der jeweiligen Seite negativ oder positiv wird. Danach vergleicht man das Ergebnis. Hat man unterschiedliche Vorzeichen, so gibt es in dem Gebiet, aus dem der Probepunkt genommen wurde, keine Funktionswerte. Jetzt kann man über eine einfache Grenze gehen, um in ein Gebiet zu kommen, in dem es Kurvenpunkte gibt.
Gilt für ein Gebiet, dass in ihm die Kurve verläuft, so ist ein Kurvenverlauf durch ein weiteres Gebiet, das durch eine einfache, dreifache, fünffache usw. Grenze von diesem getrennt ist, ausgeschlossen.